# Hurts So Good (canción de Astrid S)
"Hurts So Good" – en español «Duele tan Bien» es una canción interpretada por la cantante noruega Astrid S, estrenado como su segundo sencillo de su homónimo debut EP. La canción fue escrita por Lindy Robbins, Julia Michaels, Tom Meredith, y Marco Borrero. Fue estrenado el 6 de mayo de 2016.

## Video Musical
El video musical fue dirigido por Andreas Öhman y fue filmado en Suecia, con tomas panorámicas de Noruega.

## Posiciones en listas
| Chart (2016)                                | Posiciones |
| ------------------------------------------- | ---------- |
| Bélgica (Flandes) (Ultratip Bubbling Under) | 41         |
| Bélgica (Valonia) (Ultratip Bubbling Under) | 42         |
| 55                                          |            |
| Nueva Zelanda (Recorded Music NZ)           | 18         |
| Noruega (VG-lista)                          | 6          |
| 55                                          |            |
| Suecia (Sverigetopplistan)                  | 41         |
| Singles en UK (Official Charts Company)     | 176        |

## Certificaciones
| País                   | Certificación | Ventas |
| ---------------------- | ------------- | ------ |
| Noruega (IFPI Noruega) | Platino       | 10,000 |